# Dziedziczna koproporfiria
Dziedziczna koproporfiria (ang. Hereditary Coproporphyria – HCP) – rzadka choroba genetyczna, należąca do grupy ostrych porfirii wątrobowych. Objawem odróżniającym ją od innych jest obecność koproporfirynogenu III w kale i moczu, przekraczająca nawet 200-krotnie ilość spotykaną u osób zdrowych.

Koproporfirynogen III

Bezpośrednią przyczyną choroby jest niedobór enzymu oksydazy koproporfirynogenowej w tkankach (głównie hepatocytach), co zaburza syntezę hemu, składnika hemoglobiny.

## Objawy
Do najczęściej występujących objawów zalicza się:
- ból brzucha;
- wymioty;
- nadwrażliwość na światło słoneczne;
- zmiany skórne.

Występują napady chorobowe, które mogą być wywoływane np. przez niektóre leki (np. barbiturany), alkohol etylowy, infekcje lub niedożywienie, a charakteryzują się ostrym bólem w okolicach trzewi.

## Biochemia
Oksydaza koproporfirynogenowa jest enzymem, uczestniczącym w syntezie hemu. Odpowiada za katalizowanie dekarboksylacji koproporfirynogenu III do protoporfirynogenu IX. Zaburzenie tego procesu powoduje nadmiar produkowanego w wątrobie koproporfirynogenu III, który jest usuwany z kałem i z moczem.
Cząsteczka oksydazy koproporfirynogenowej jest homodimerem, zawierającym w sobie atom żelaza.
Podczas choroby dochodzi także do wzrostu stężenia syntazy alaniny (a więc i tego aminokwasu) oraz wzrostu ilości erytrocytów.

## Genetyka
Mutacje dotyczą genu CPOX, odpowiadającego za syntezę oksydazy koproporfirynogenowej, położonego na locus 3q11.2. Choroba dziedziczy się w sposób autosomalny dominujący z niepełną penetracją genu. Znane są co najmniej 64 mutacje, które mogą wywołać tę chorobę.

## Epidemiologia
Jest to bardzo rzadka choroba. Jak do tej pory opisano około 50 przypadków. Zanotowano w literaturze przypadek nowotworu wątroby, związanego z dziedziczną koproporfirią.

## Leczenie
Pacjentom zaleca się unikania światła słonecznego. Zaleca się przyjmowanie β-karotenów i innych środków zabezpieczających skórę przed wpływem światła słonecznego. U pacjentów może dochodzić do anemii – wtedy zalecana jest transfuzja krwi (zwłaszcza u niemowląt przy fizjologicznej żółtaczce). Stosuje się także leczenie hydroksykarbamidem. Pacjentom można także podawać hem. Leki stosowane na zmiany skórne w przypadku innych porfirii nie sprawdzają się. Przy chronicznej anemii hemolitycznej stosuje się suplementacje kwasem foliowym i żelazem w postaci chelatów. Aby łagodzić ataki chorobowe, podaje się arginian hemu.